# Joseph Swan
Sir Joseph Wilson Swan FRS (født 31. oktober 1828, død 27. maj 1914) var en engelsk fysiker, kemiker og opfinder. Han er kendt som en uafhængig tidlig udvikler af en vellykket glødepære og er den person, der er ansvarlig for at udvikle og levere de første glødelamper, der blev brugt til at belyse boliger og offentlige bygninger, herunder Savoy Theatre, London i 1881.